# Contea di Weimar-Orlamünde

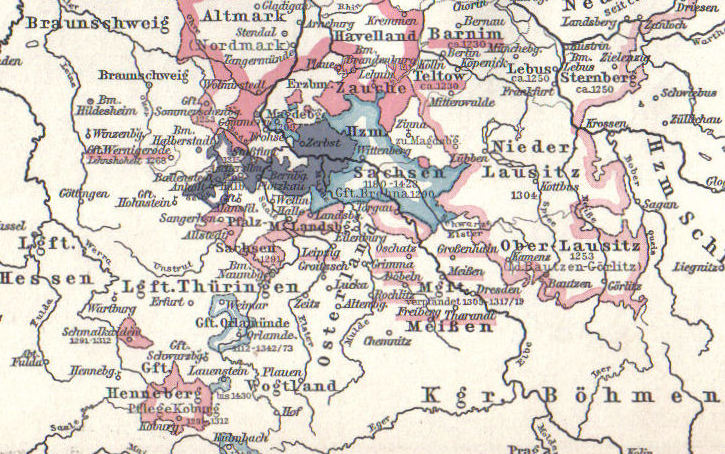
La contea di Orlamünde sotto il dominio degli Ascanidi.

La contea di Weimar-Orlamünde era un'entità politica indipendente sul territorio dell'attuale Turingia. Consisteva nei territori non collegati della contea di Weimar e della contea di Orlamünde. I reggenti erano chiamati conti di Orlamünde o conti di Weimar-Orlamünde.

## Storia

### Stirpe dei Weimar-Orlamünde
Il conte Ottone I della linea più antica dei conti di Weimar entrò in possesso della contea di Orlamünde intorno al 1060. Quando il fratello maggiore di Ottone, il conte Guglielmo IV, che governava a Weimar, morì senza figli nel 1062, Ottone ricevette anche la contea di Weimar. Da allora in poi, i due territori furono collegati come contea di Weimar-Orlamünde. Con la morte del conte Ulrico II, la linea più antica dei conti di Weimar-Orlamünde si estinse nel 1112.

### Stirpe ascanide
L'erede era il conte palatino Sigfrido di Ballenstedt, figlio della contessa palatina Adelaide di Weimar-Orlamünde († 28 marzo 1100), una figlia del suddetto conte Ottone I. Poiché era sposata con il conte Adalberto II di Ballenstedt (il nonno di Alberto l'Orso) della stirpe dei Ascanidi, la contea di Weimar Orlamünde andò al figlio di Adalberto, Sigfrido († 1113), dopo diverse dispute di eredità in cui fu coinvolto anche l'imperatore Enrico V. Dopo la sua morte, passò ad una linea collaterale degli Ascanidi e nel 1140 ad Alberto l'Orso.
Durante le divisioni di eredità nel casato Ascanide dopo la morte di Alberto l'Orso nel 1170, una linea più giovane dei conti di Weimar-Orlamünde sorse dopo Ermanno I (1140–1176), un figlio minore di Alberto l'Orso.
Sotto suo nipote Ermanno II (1180-1247), che resse Weimar dal 1206, la contea fiorì di nuovo. Ermanno II era il marito di Beatrice, erede di Andechs-Merania. Attraverso la sua eredità, i possedimenti territoriali degli Orlamünde si estendevano da Weimar e dal castello di Schauenforst sull'Orlagau intorno a Orlamünde e Rudolstadt e ai domini, tenute e diritti in parte disgiunti nelle montagne della Turingia e nella Frankenwald fino alla zona di Kronach, Plassenburg e Nordhalben. I conti di Weimar-Orlamünde cominciarono a stabilire la propria sovranità, ma troppo tardi per affermarsi contro i langravi della Turingia della nascente dinastia Wettin. Dopo la morte di Ermanno, la contea fu divisa tra i suoi due figli, Ermanno III († 1283) ed Ottone III († 1285). La divisione indebolì ulteriormente i conti nella loro disputa con la dinastia Wettin, e dovettero anche affrontare pressanti problemi finanziari. Questi eventi fecero sì che la linea di Orlamünde di Ermanno III dovette vendere Orlamünde ai Wettin il 27 aprile 1344.
La linea di Weimar fondata da Ottone III durò fino al 1346, quando Federico I, nipote di Ottone III, fu sconfitto dai Wettin nella guerra dei conti di Turingia e dovette dare loro in feudo la contea di Weimar. Ciò pose fine alla contea di Weimar come unità politica immediata imperiale, cioè indipendente. I conti di Weimar rimasero vassalli della dinastia Wettin fino all'estinzione della linea principale. Dopo la morte dell'ultimo conte di Weimar, i Wettin confiscarono Weimar come feudo completo e non lo cedettero a nessuno, facendo si che Weimar diventasse parte diretto del patrimonio Wettin. Dalla spartizione di Lipsia nel 1485, fu nelle mani degli Ernestini, e dopo la capitolazione di Wittenberg nel 1547, divenne la loro sede e residenza del ducato di Sassonia-Weimar e successivamente del ducato o granducato di Sassonia-Weimar-Eisenach.
I conti ascanidi di Weimar-Orlamünde, ai quali apparteneva anche Ottone X, continuarono inizialmente ad esistere in linee collaterali, che però persero i loro ultimi territori a favore dei Wettin nel 1467 e infine si estinsero nel 1486.

I loro possedimenti includevano Graefenthal fino al 1426, Lichtenberg, Magdala fino al 1427, il castello di Lauenstein fino al 1430 e Schauenforst fino al 1432.

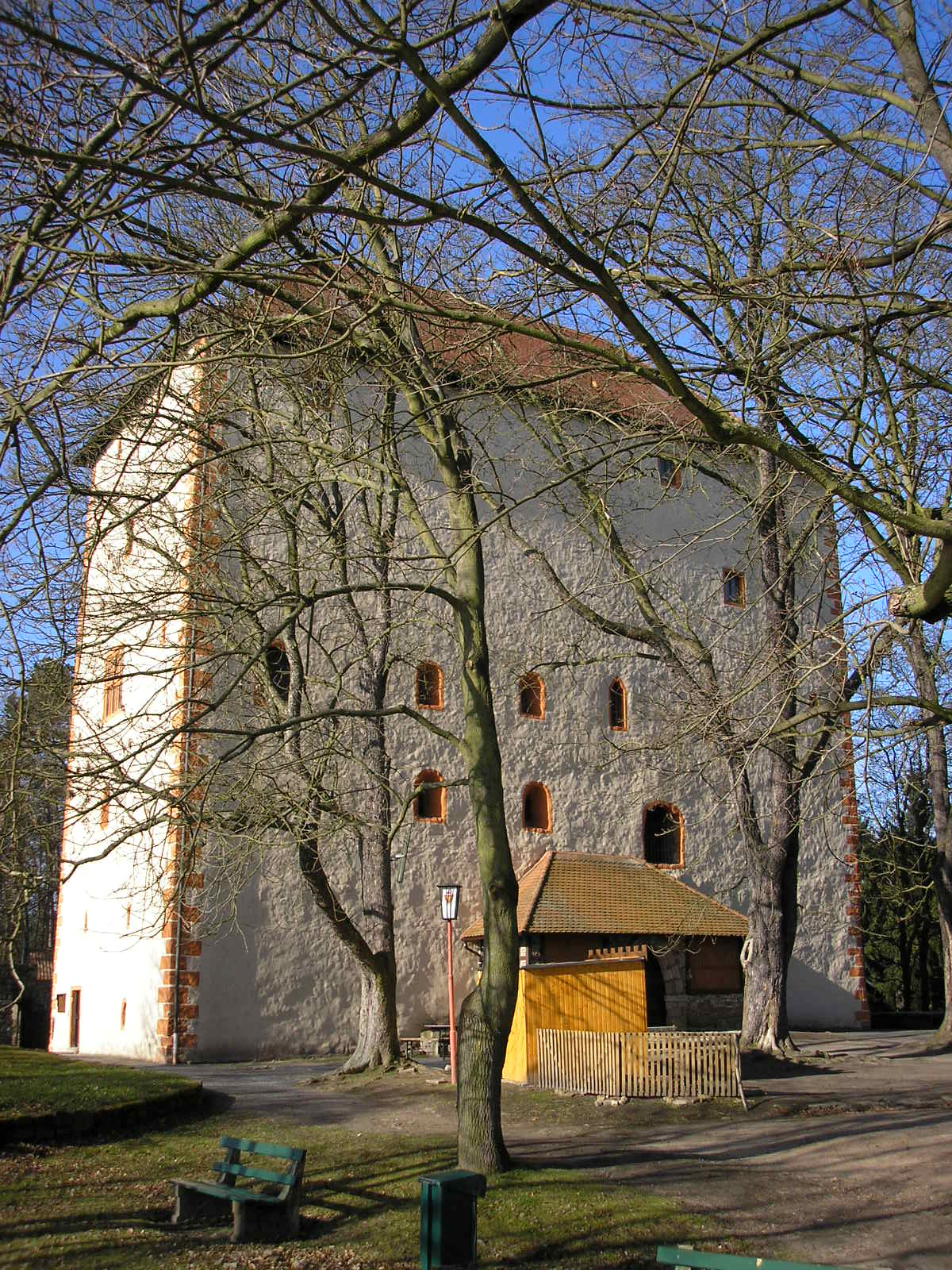
Kemenate Orlamünde
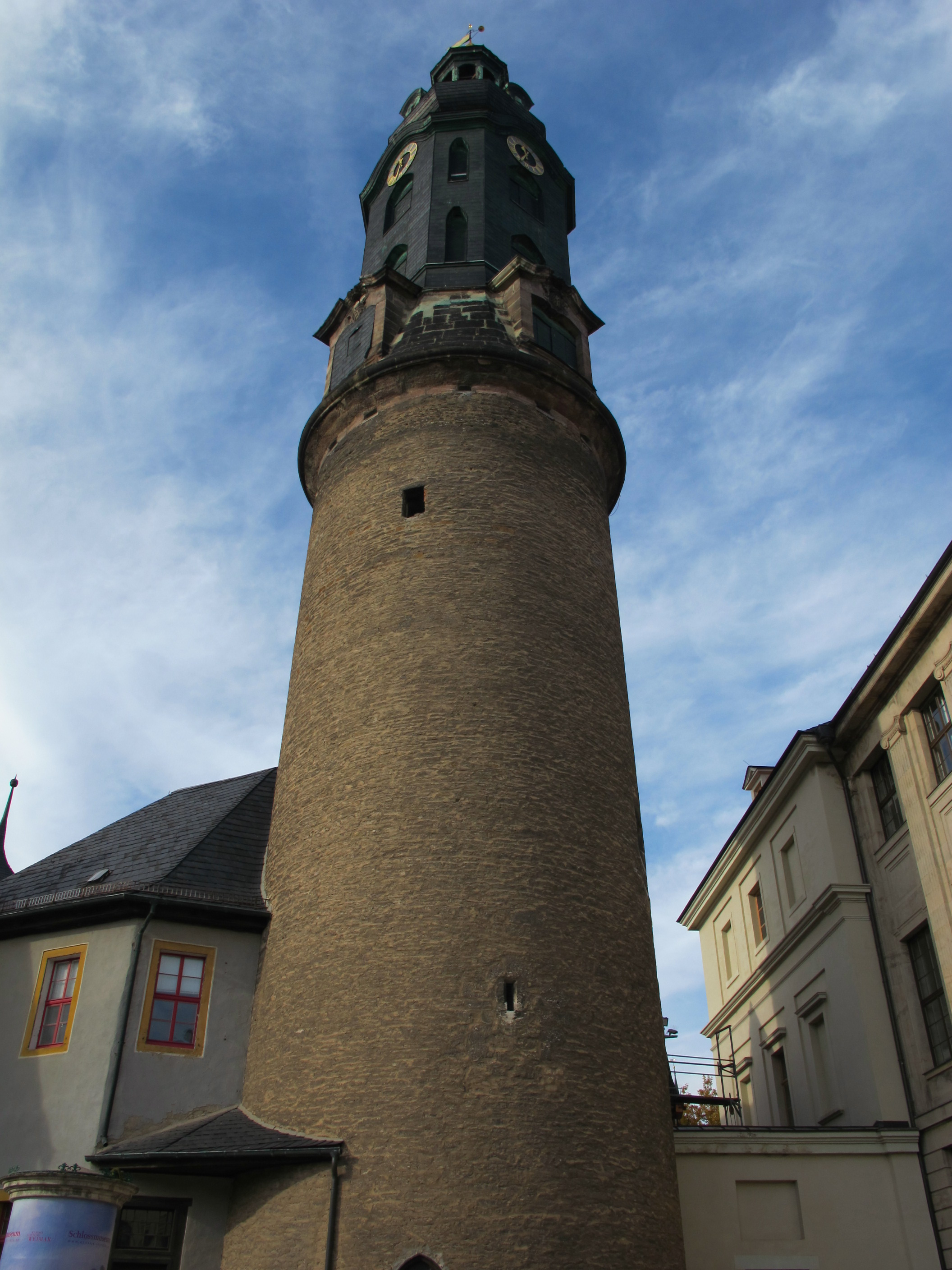
Mastio del palazzo della città di Weimar
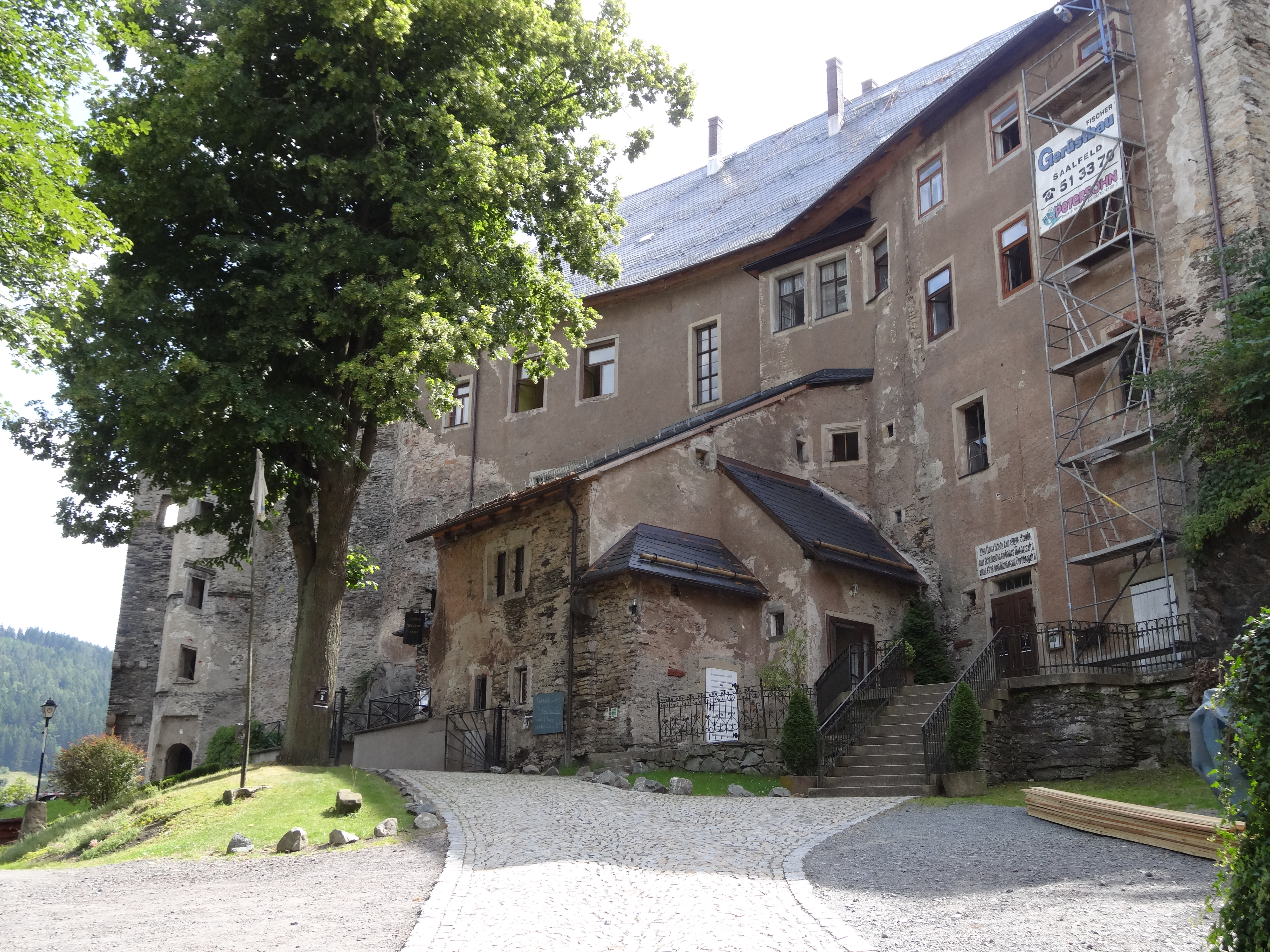
Castello di Wespenstein a Graefenthal
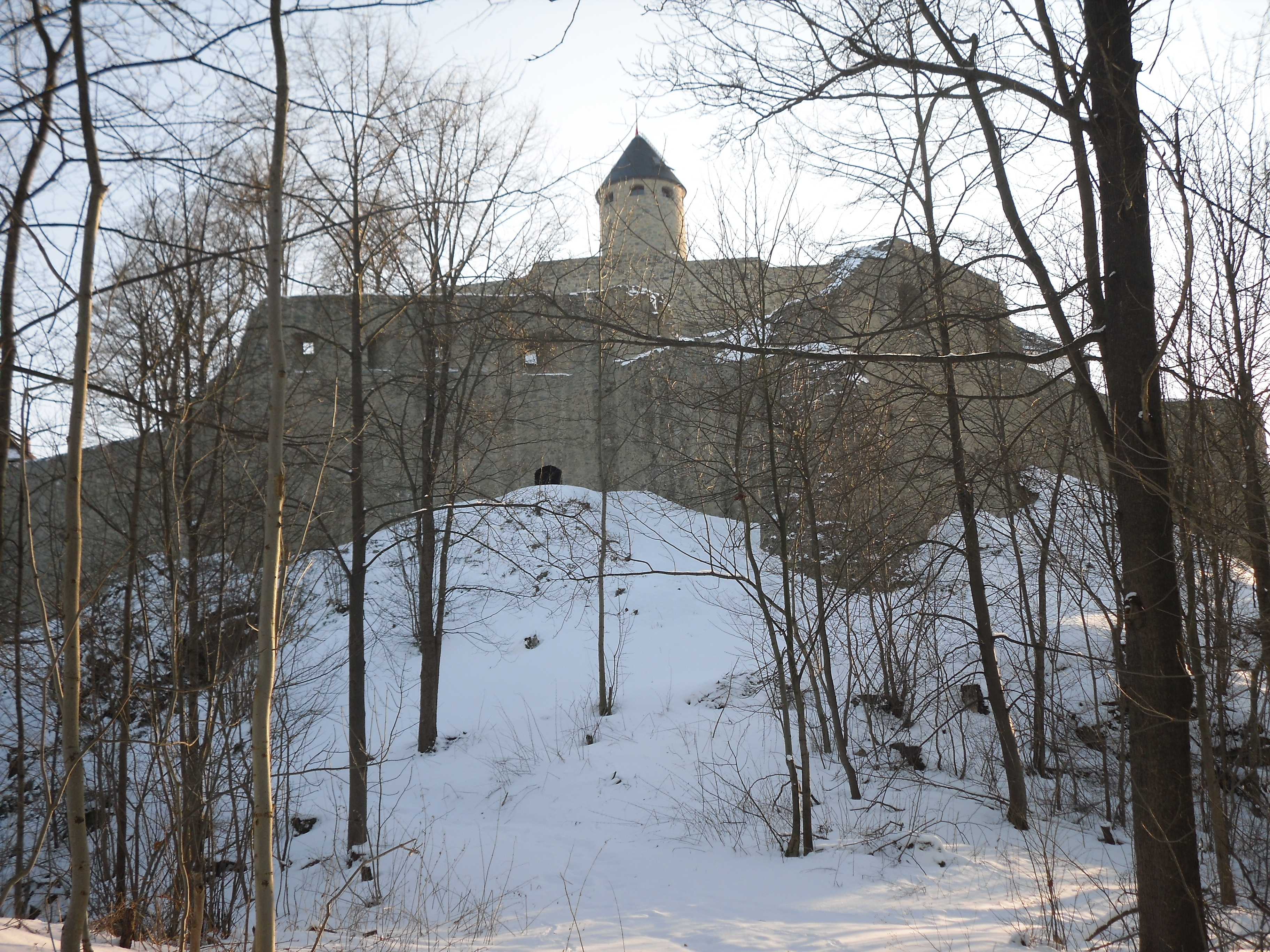
Castello di Lichtenberg (Alta Franconia)
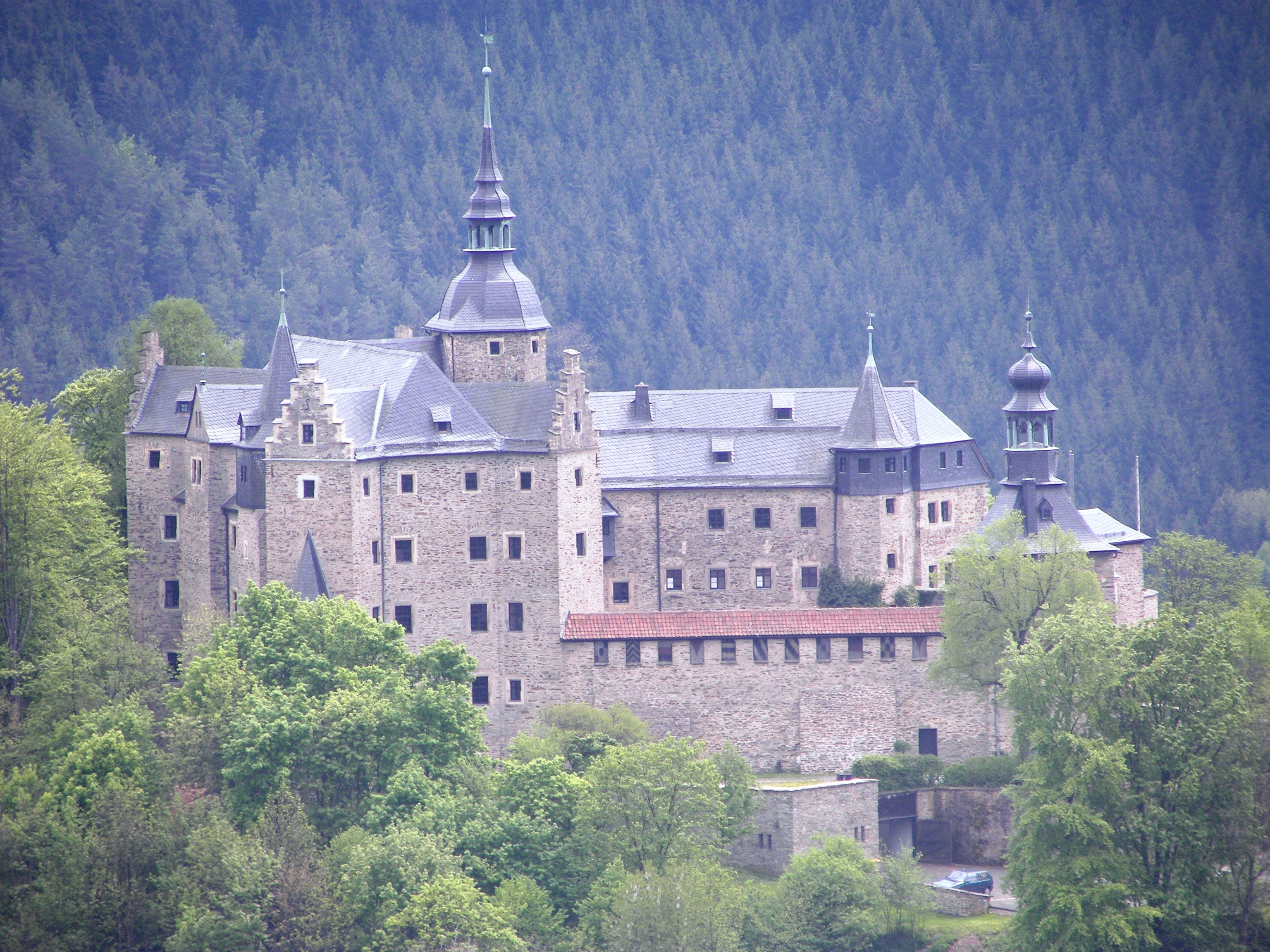
Castello di Lauenstein (Frankenwald)
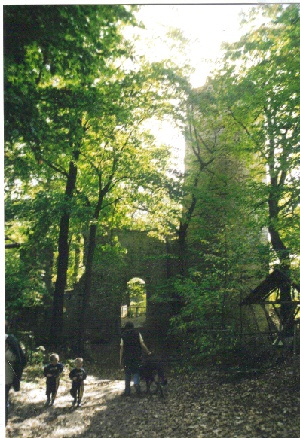
Rovine del castello di Schauenforst

## Stemma
Lo stemma della Saale-Holzland-Kreis, il circondario di Kronach e gli stemmi della città, i comuni e gli ex stemmi comunali ricordano la contea di Weimar-Orlamünde direttamente o in alcuni elementi.

Weimar
Orlamünde
Circondario della Saale-Holzland
Circondario di Kronach
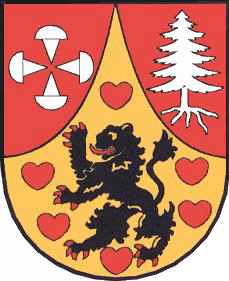
Schmiedefeld (Saalfeld)
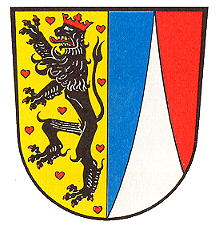
Stockheim (Kronach)
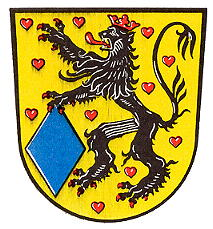
Lauenstein
Neuenmarkt
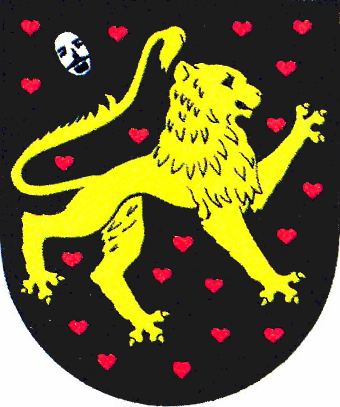
Magdala